# Amedeo Modigliani

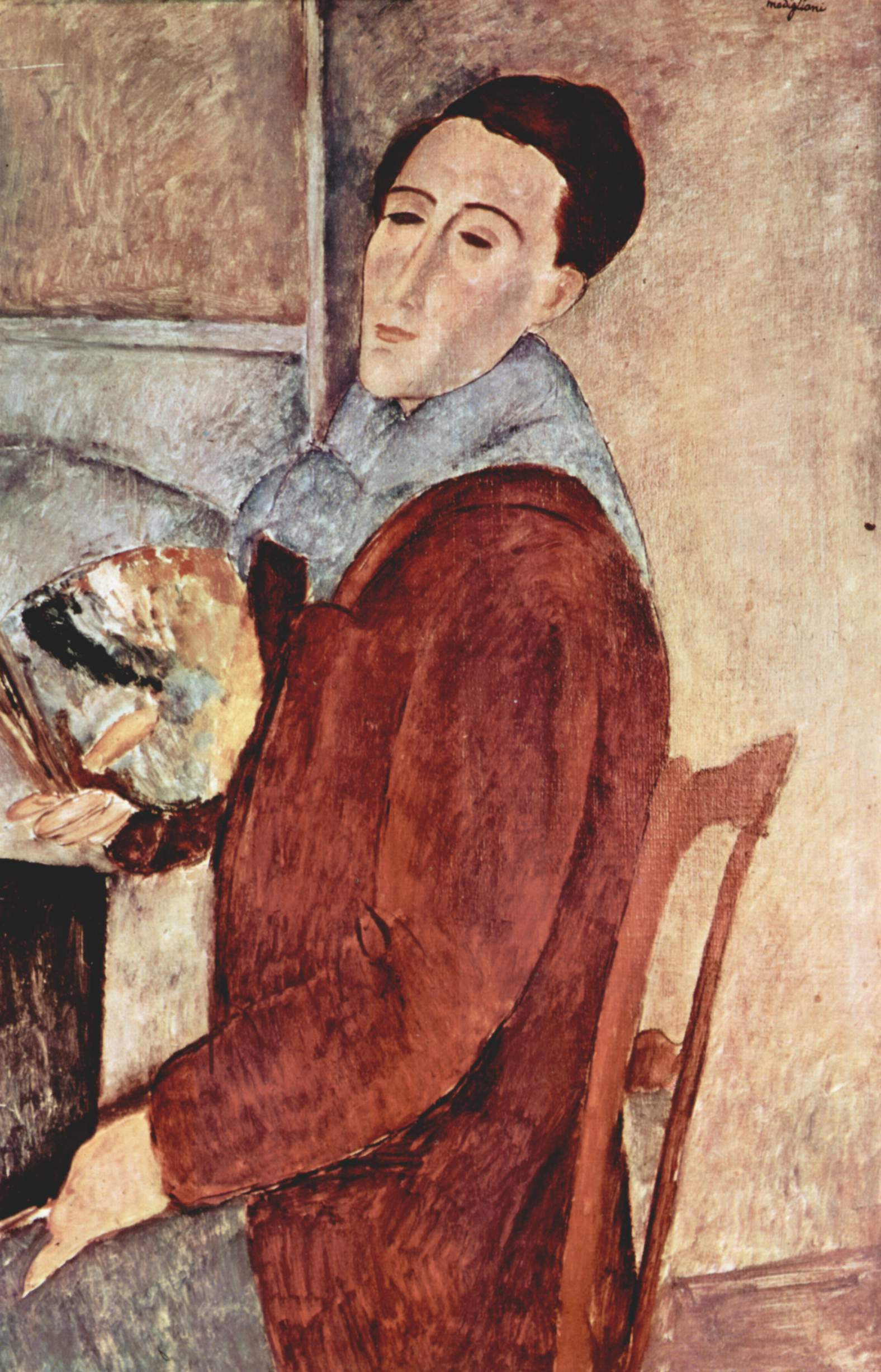
Önarckép (1919)

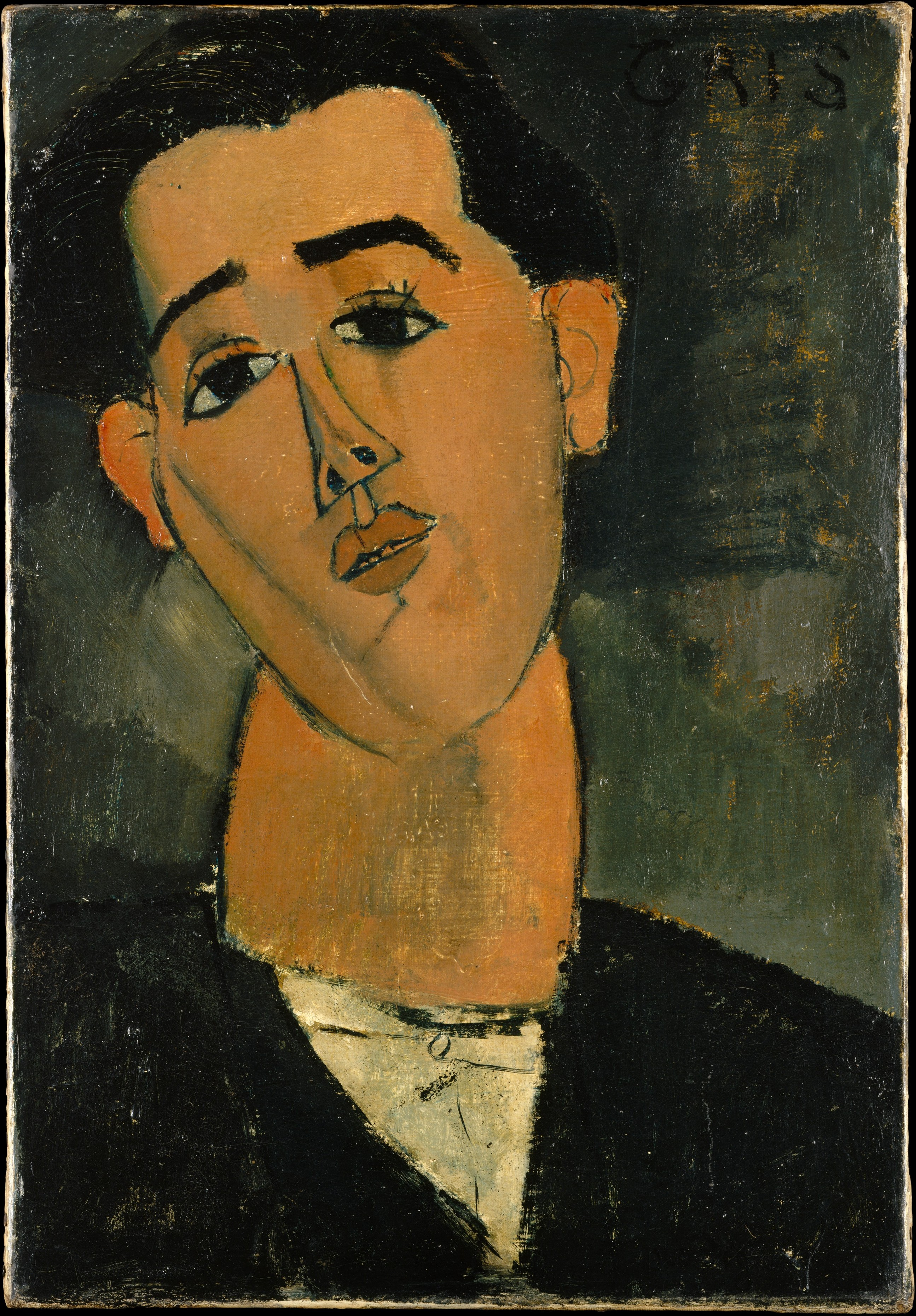
Juan Gris portréja (1915)

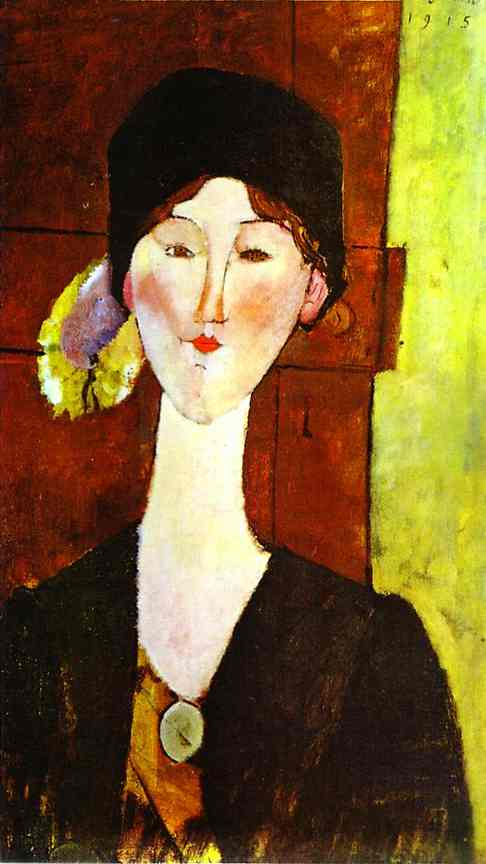
Beatrice Hastings (1915)

Amedeo Modigliani (Livorno, 1884. július 12. – Párizs, 1920. január 24.) olasz szobrász és festő. A 20. századi avantgárd jellegzetes képviselője, a párizsi iskola (École de Paris) tagja.

## Élete
Szefárd zsidó származású volt. Apja, Flaminio pénzváltót üzemeltetett, anyja, Eugenia iskolát vezetett. Amedeo volt negyedik, legkisebb gyermekük. 1898-ban kezdte művészeti tanulmányait Guglielmo Michelinél. 1902-ben Firenzében beiratkozott Fattorihoz, a Szabad Akt Iskolába. 1903-ban már Velencében élt, ahol tanulmányozta a reneszánsz művészetet, ott találkozott Umberto Boccionival és Ardengo Sofficivel, a futurizmus vezéralakjaival.

### Párizs, Montmartre
1906-ban Párizsban, a Montmartre-on bérelt lakást, és az ifjú párizsi művészek bohém életét élte. Betagozódott a párizsi iskolába, azon ott élő külföldi művészek egyik fő alakjává vált, akik ismertségre a francia fővárosban akartak szert tenni, de soha nem váltak igazi franciákká, mint Pablo Picasso, Juan Gris, Julius Mordecai Pincas, Marc Chagall, Moïse Kisling, vagy Chaim Soutine. A korszak és a művészet nagy kérdéseit gyakran Bateau-Lavoirban tárgyalták meg a Párizsban élő külföldi és a párizsi művészek, köztük Modigliani.
Modigliani Párizsból időközönként hazalátogatott Livornóba, a szülei házába. Az 1910-es években a arcképfestészet mellett a szobrászat is foglalkoztatta, amiben Constantin Brâncuși lett a mestere. Szobrait a görög kariatidák, az óceániai és az afrikai művészet hosszúkás ábrázolási technikája ihlette. Főleg női fejeket formázott, néhány szobrának plaszticitását festéssel hangsúlyozta. Kisplasztikái ma is mindenkit elbűvölnek spiritualitásukkal. Az igazság, a tisztaság keresése jellemzi portréfestészetét is.

### Beatrice Hastings
Az első világháború elején kezdődött romantikus kapcsolata a nála öt évvel idősebb Beatrice Hastings dél-afrikai írónővel, akinek anyagi támogatásával élete könnyebbé vált, ugyanis festményeit, szobrait nem vásárolták.

### Jeanne Hébuterne

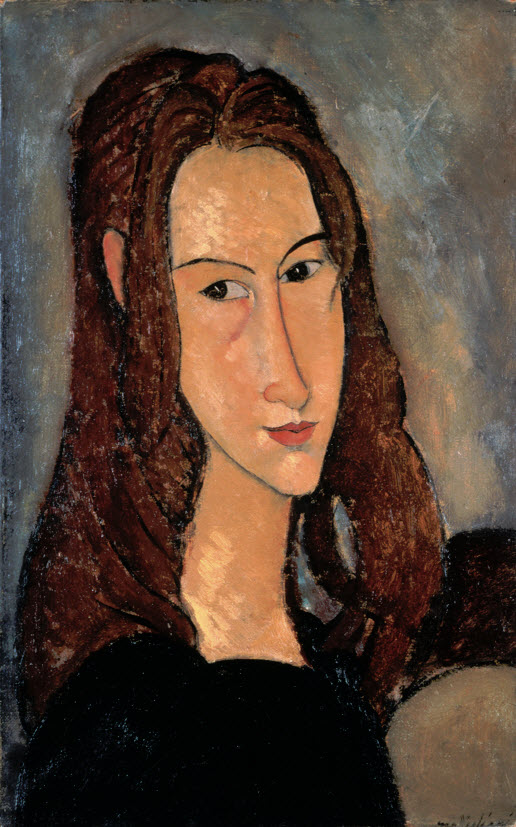
Jeanne Hébuterne (1918)

1917-ben az Académie Colarossin rajzolgatott, amikor találkozott a 19 éves Jeanne Hébuterne-nel. Összeköltöztek. Viharos családi életet éltek, de Modigliani Jeanne-ról készült szobrai és portréi igazi gyengédségről tanúskodnak.

### Nizza
1918-ban Léopold Zborowski Dél-Franciaországba költöztette az általa képviselt művészeket, köztük Modiglianit is. A nizzai mediterrán hangulat nem nyerte el Amedeo tetszését, így továbbra is műteremben festette arcképeit. 1918 februárjában Jeanne állapotos lett. Különváltak, de kislányuk megszületésekor ismét összeköltöztek.

### Utolsó évei

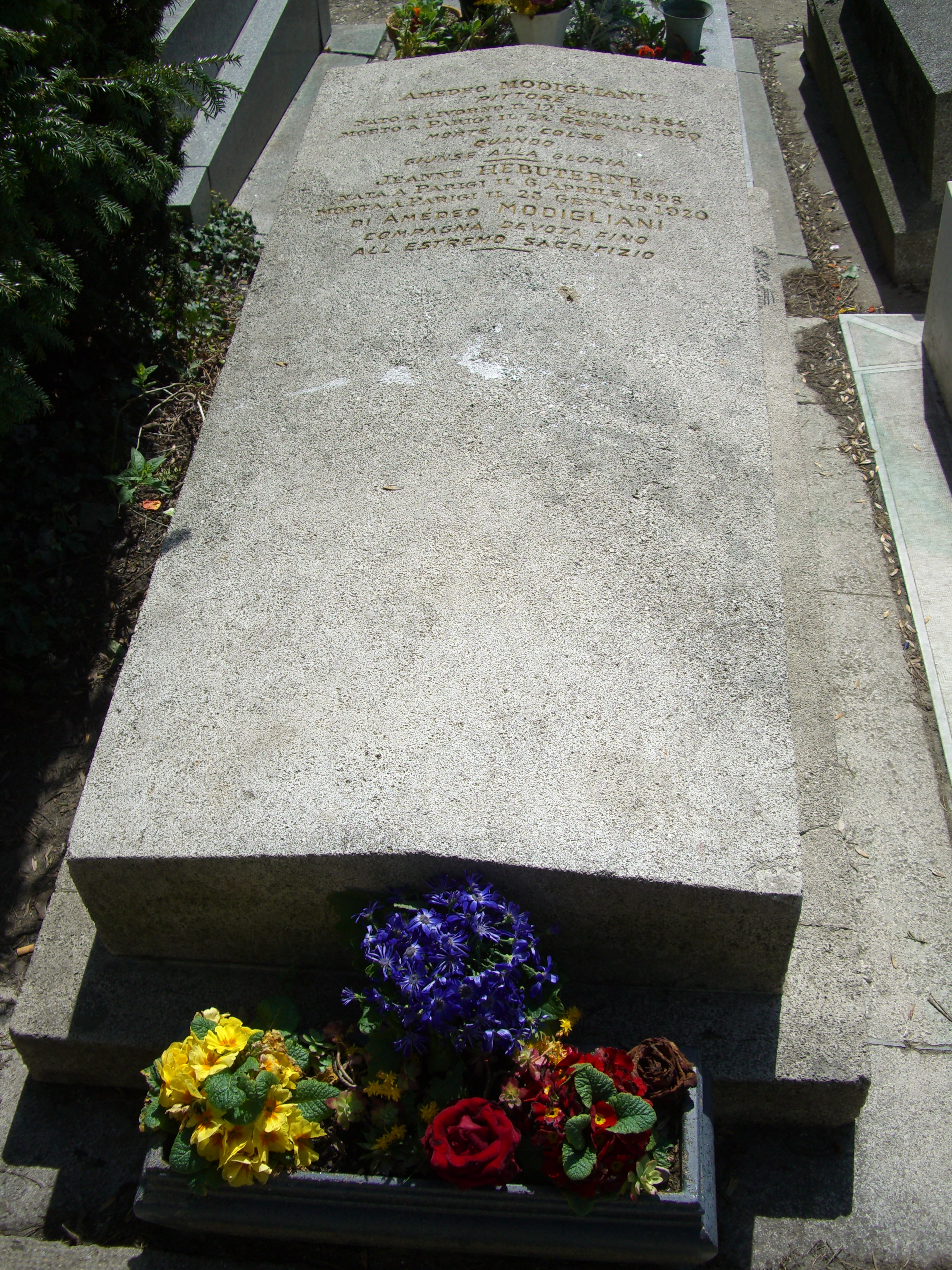
Sírja a Père-Lachaise temetőben

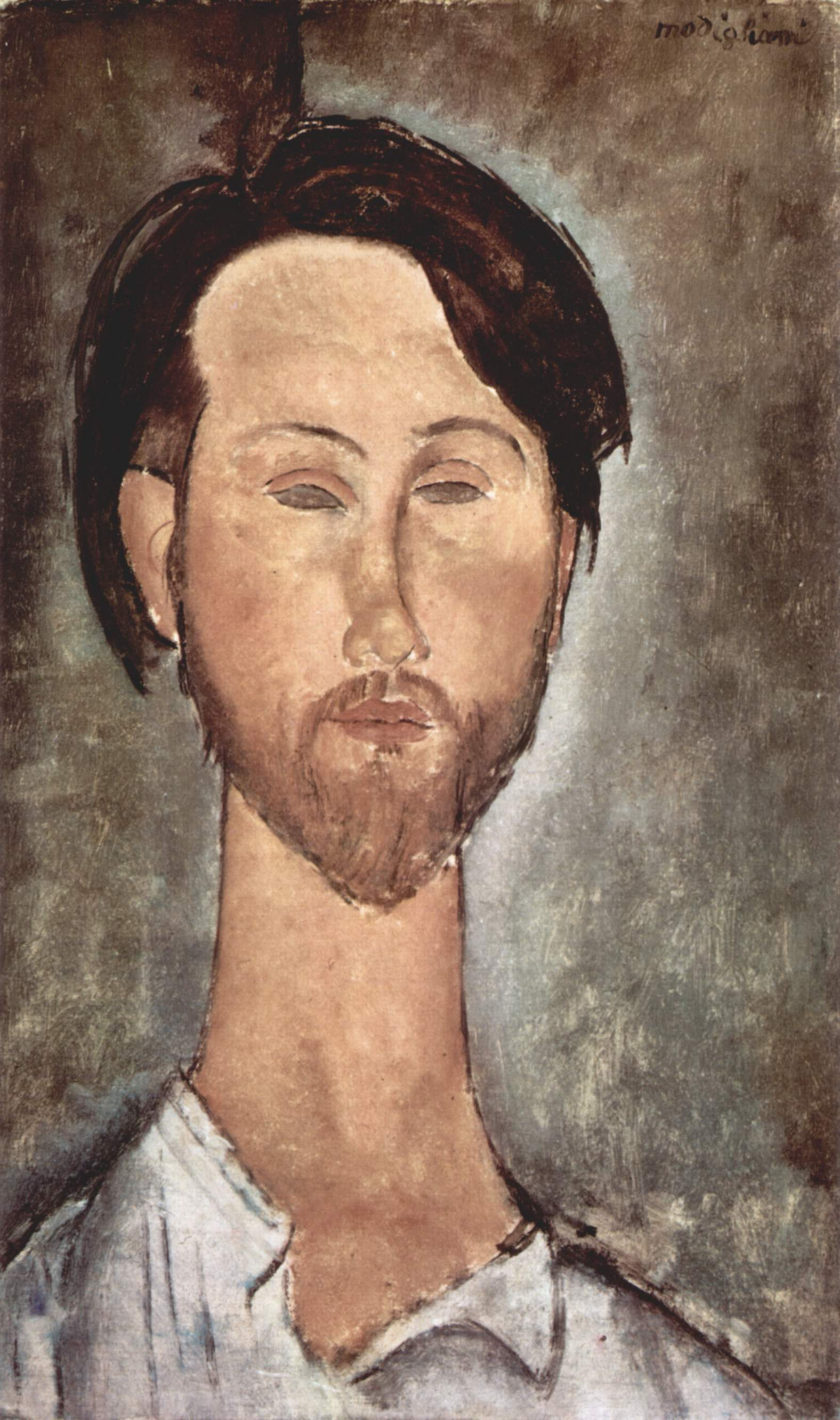
Léopold Zborowski (1918)

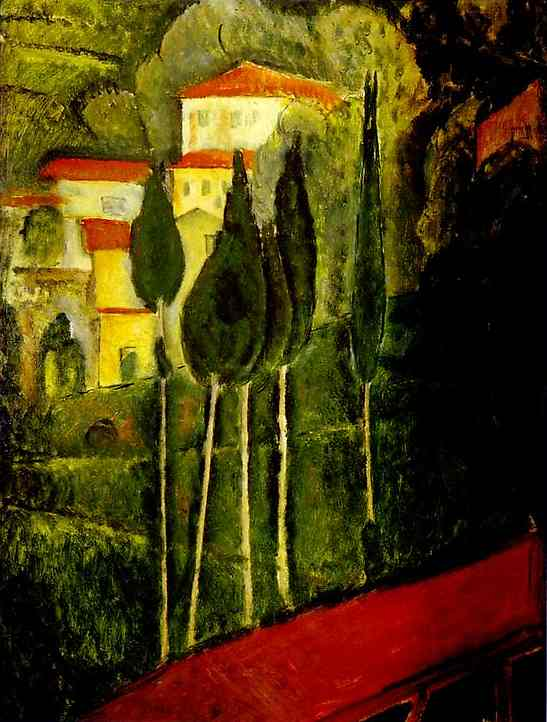
Kis tájkép (1919)

1919 májusában visszatért Párizsba, Jeanne második gyermekükkel várandósan délen maradt. Ettől az évtől kezdve festményei egyre jobb áron keltek el. Az év júniusában családjával beköltözött a rue de la Grande Chaumière-en lévő egyik lakásba, Paul Gauguin egykori lakása fölé. Egészségi állapota rohamosan romlott, Szilveszter után veseproblémái jelentkeztek, és szörnyű fájdalmak kínozták. Tuberkulotikus agyhártyagyulladásban halt meg 1920. január 24-én hajnalban, az Hôpital de la Charitében. Halálakor Hébuterne a nyolcadik hónapban volt második gyermekükkel. Másnap levetette magát az ötödik emeletről; végzett magával és meg nem született közös gyermekükkel. Temetésén részt vett az egész Montmartre. Párizsban, a Père-Lachaise temetőben helyezték örök nyugalomra. Még a 20. század második felében is sokáig egy kőkeretes kis sírhely – amelyen nyáron friss virágok nyíltak – jelezte a nagy festő nyughelyét, időközben sírja is megszépült, ahogy az idő előrehaladtával közelebb került művészete a közönségéhez, Olaszország, Franciaország, Kelet-Európa népeihez. Lányukat Modigliani nővére vette magához.
Életéről, munkásságáról tanulmányok, regények, filmek születtek, legendák ún. hiteles források nyomán, hiszen 1907-től 1920-ig, nem egészen 13 esztendő alatt létrehozott egy valóságos modern festői életművet.

## Művészete
Az igazság, a szépség, a tisztaság keresése vezette az ő szenvedélyes művészetét, az óceániai, az afrikai, a görög, a római kultúra és az itáliai reneszánsz voltak az ő fő ihlető forrásai, az itáliai quattrocento időszakából Sandro Botticelli festészete gyakorolt rá mély benyomást. Életében nem érte el a siker és az elismerés, bár az első világháború szenvedéseit átélt Európa kezdett éhezni azokra az értékekre, amelyeket Modigliani művészete reprezentál, az érdeklődés tovább fokozódott a második világháború után és napjainkban.
Egyetemes emberi értékeket, s nem partikuláris értékeket közvetít a hagyományos, a primitív és a modern művészetek (impresszionizmus, posztimpresszionizmus, kubizmus, expresszionizmus) ismeretének birtokában. Lineáris vonalakkal, finom kontúrokkal, tiszta színekkel érte el témái összefoglalását és szuggesztivitását. Festészete hazai festőink közül talán Barcsay Jenőre hatott leginkább. 2016. június 29. és október 2. között életművének első nagyszabású kiállítása Magyarországon, a Magyar Nemzeti Galériában volt.

## Művei (válogatás)

### Kisplasztikák
- (Férfi) fej (1911–12)
- Kariatide (1912–13; festett ülő alak)
- Női fej (1913)
- Rose Caryatid (1914)
- Kék szemű nő (1917)
- Jeanne Hébuterne arca (1918; festett)
- Jeanne Hébuterne portréja kalappal (1918; festett)
- Lunia Czechowska portrészobra (1919; festett)

### Festmények

#### Portrék (1907-1920)
- Kariatida (1912)
- Diego Rivera arcképe (1914)
- Diego Rivera arcképe (1916)
- Lunia Czechowska arcképe (1918; olaj-vászon, 80x52 cm; Museo d'Arte, San Paolo di Civitate)
- Lunia Czechowska arcképe legyezővel (1919; olaj-vászon, 100X65 cm; magántulajdonban, Párizs)
- A fiatal gazda (1918)
- Jeanne Hébuterne portré-sorozat (1917–1919)
- Önarckép (1919)

#### Akt-sorozat (1910-19)
- Kék párnán fekvő akt (1918; olaj-vászon, 80.1x92.1 cm; magántulajdonban)

#### Tájképek
- Otthonok és ciprusok (Barnes Foundation, Philadelphia)
- Kis tájkép (1919; olaj-vászon; magántulajdonban?, New York)
- Fa és ház (1919; olaj-vászon, 55x48 cm; magántulajdonban, Párizs)

## Galéria

### Szobrok (1910-es évek)

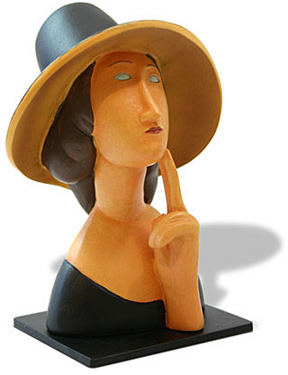
Jeanne Hébuterne (1918; festett szobor)
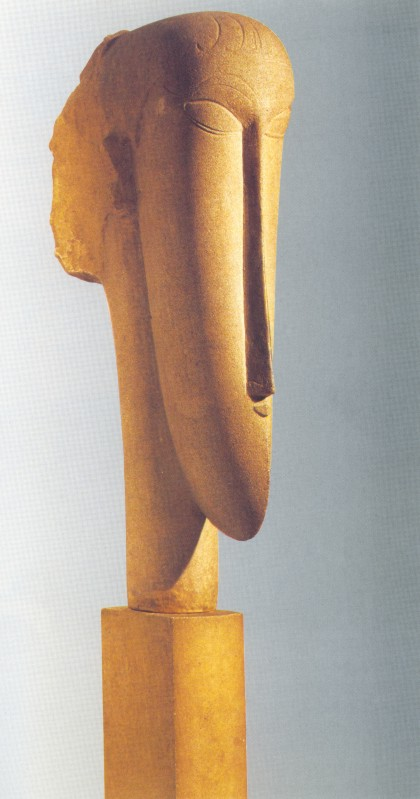
Női fej (London, Tate Gallery, 1911-1912)
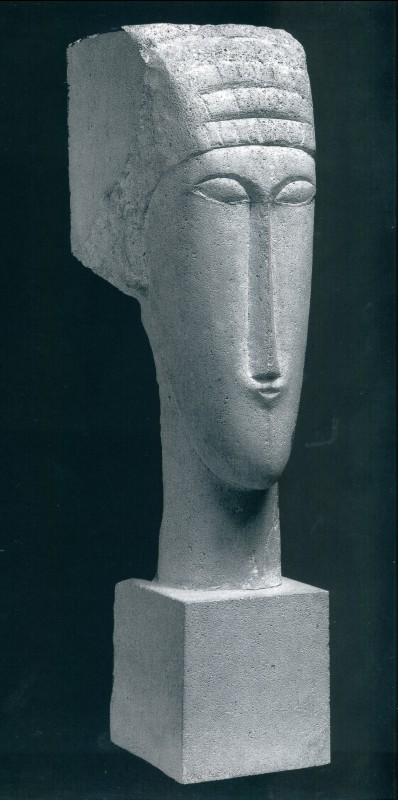
Női fej
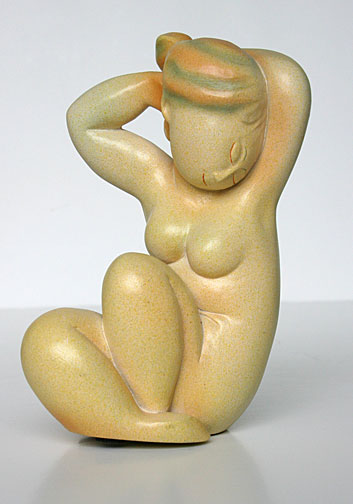
Kariatida (1912-13)

### Arcképek

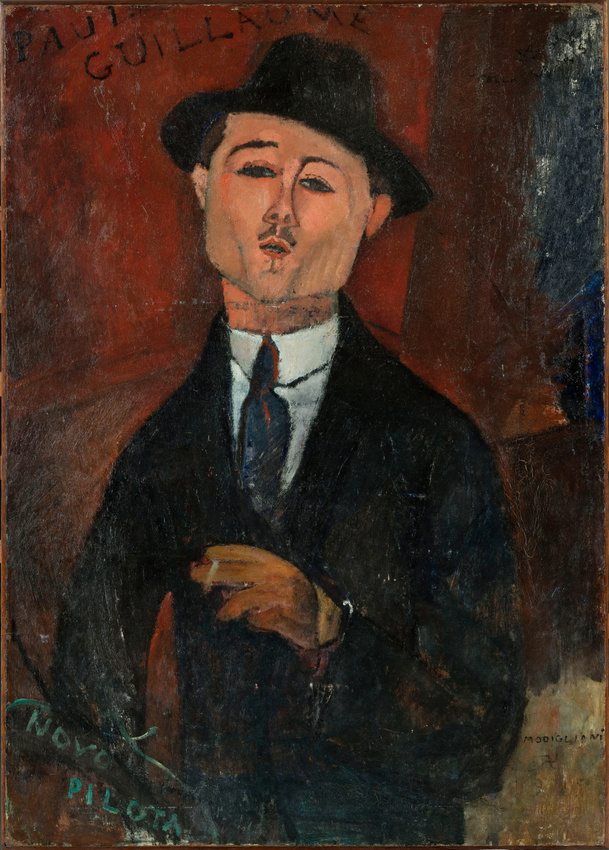
Paul Guillaume portréja (1915)
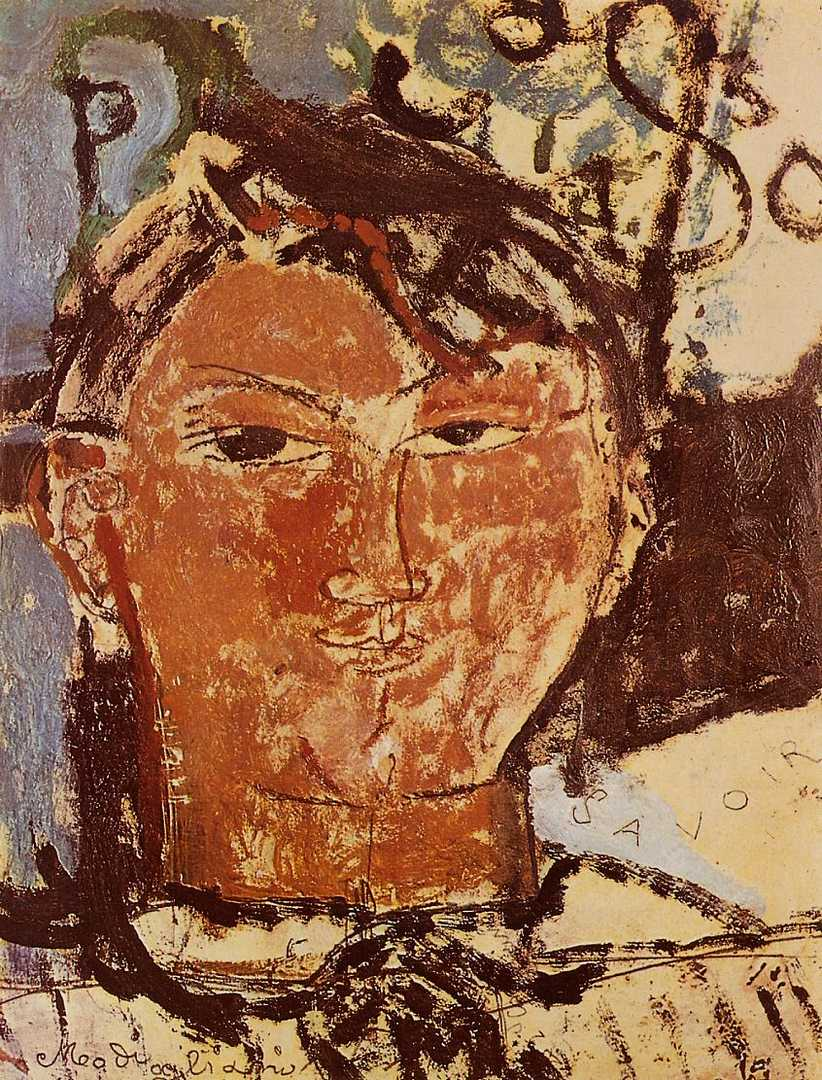
Pablo Picasso arcképe (1915)
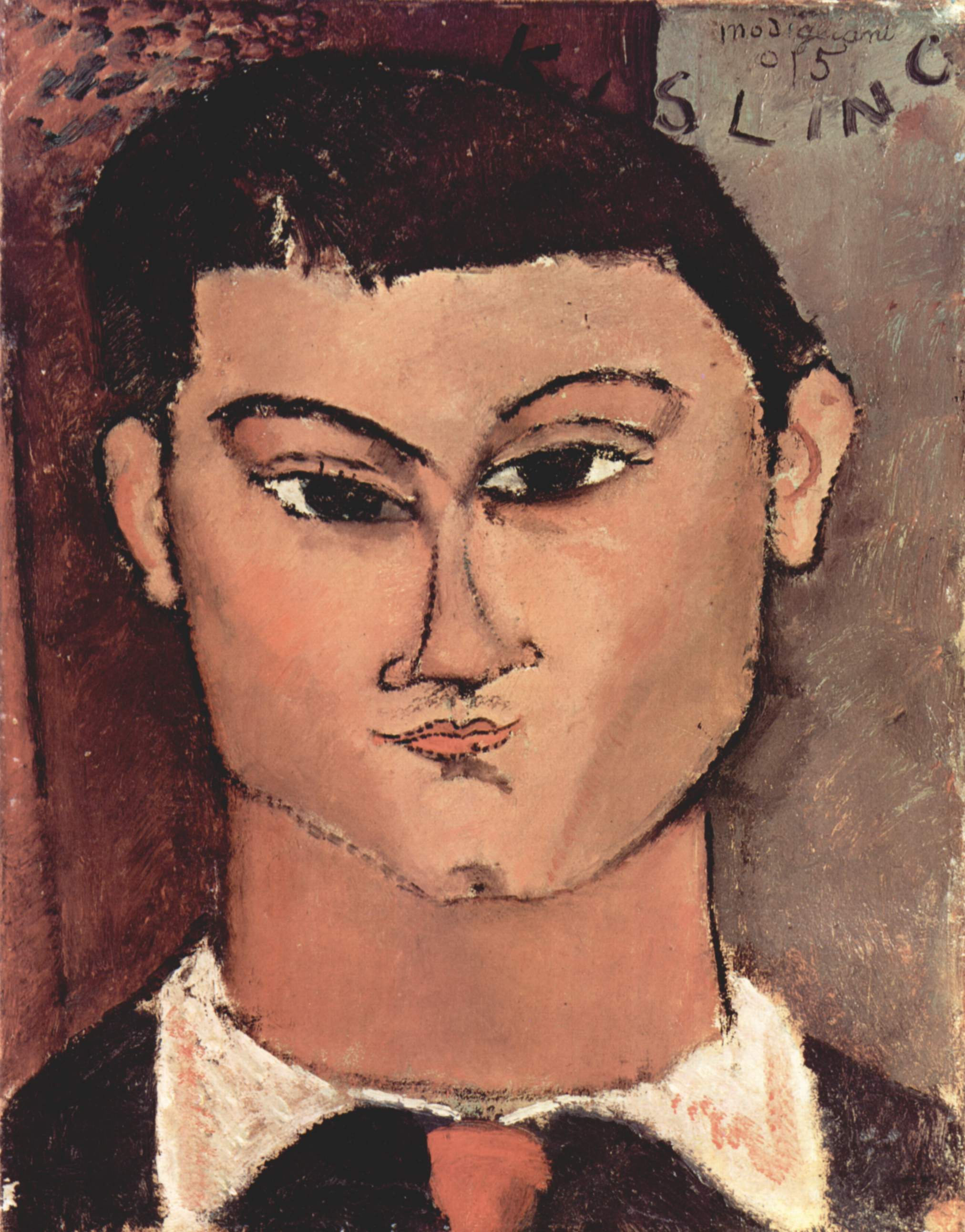
Moïse Kisling arcképe (1915)
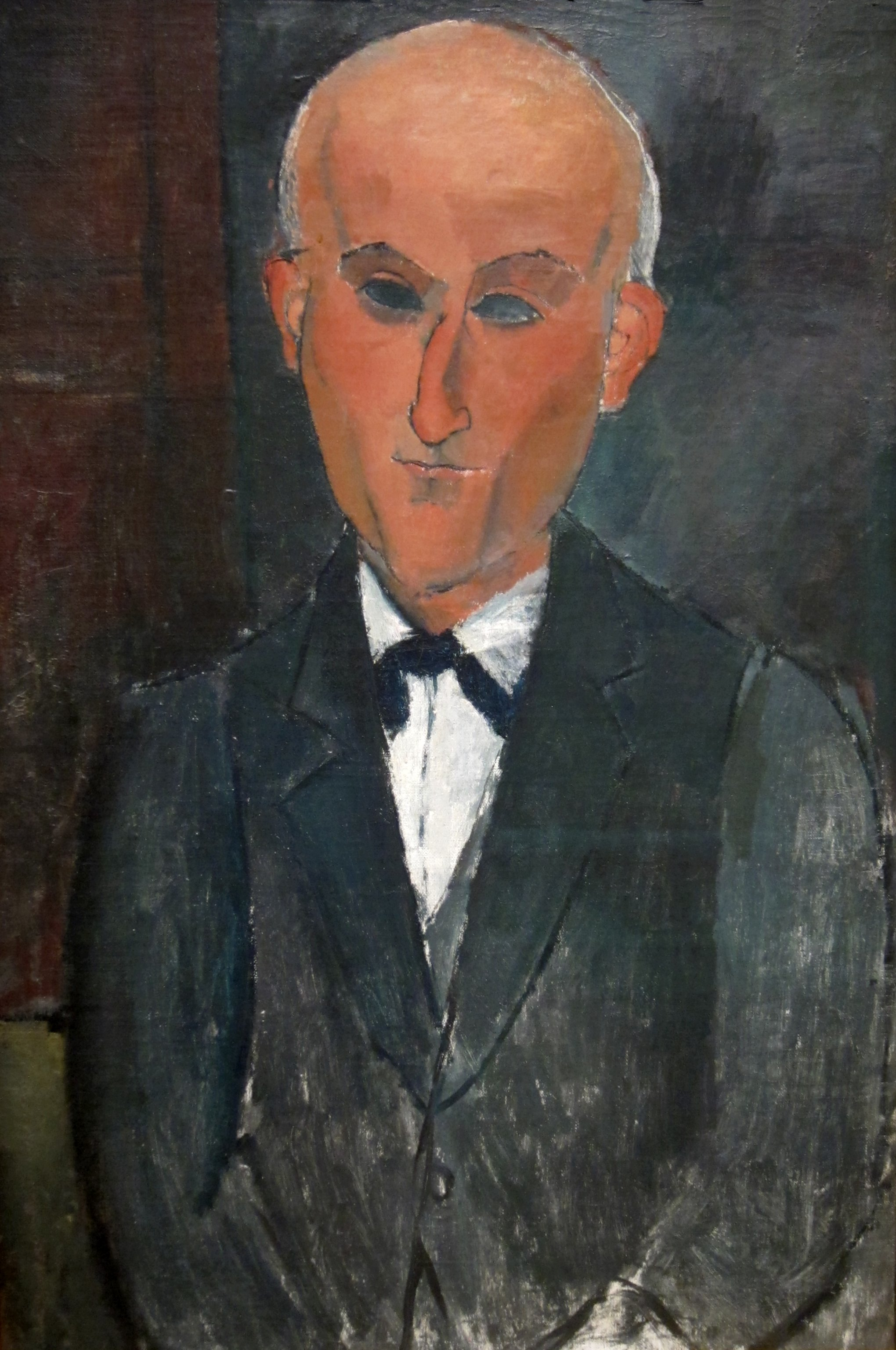
Max Jacob arcképe (1910-es évek)
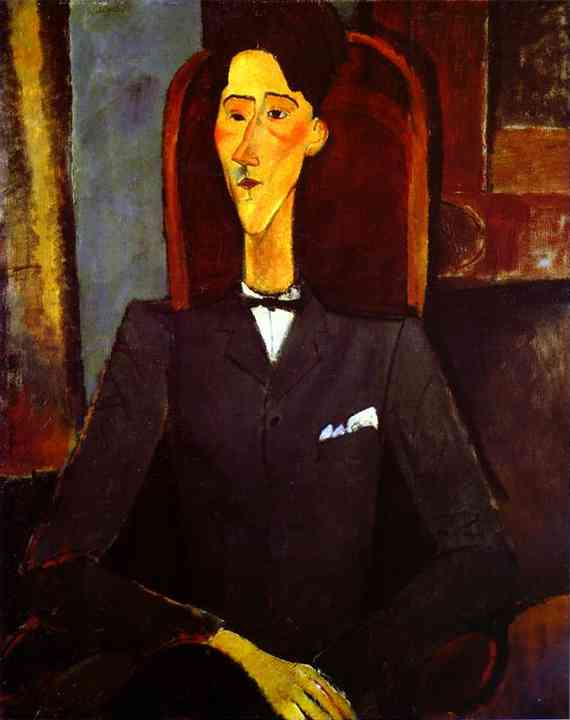
Jean Cocteau portréja (1916)

### Típus-képek

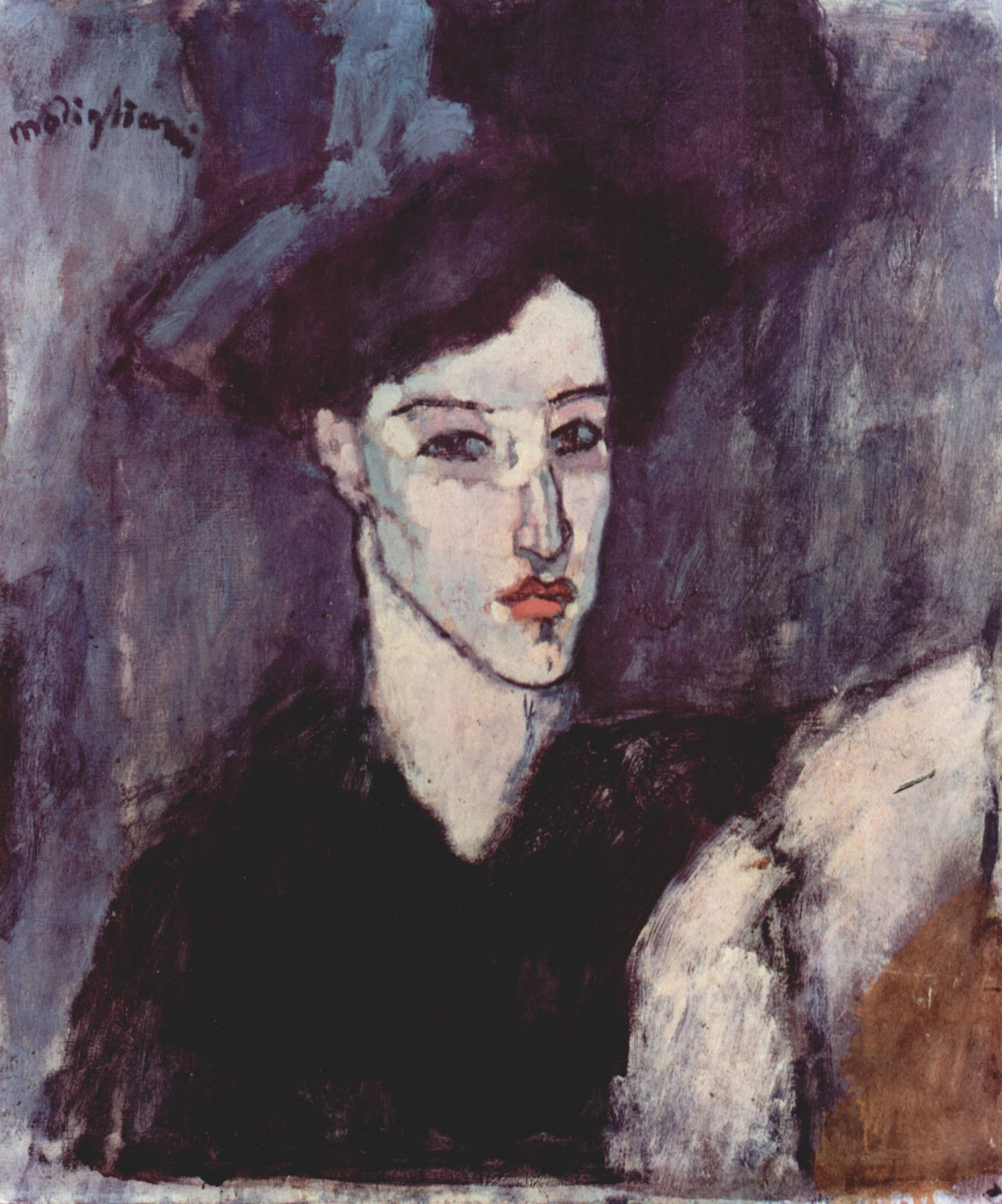
Zsidó nő (1907)
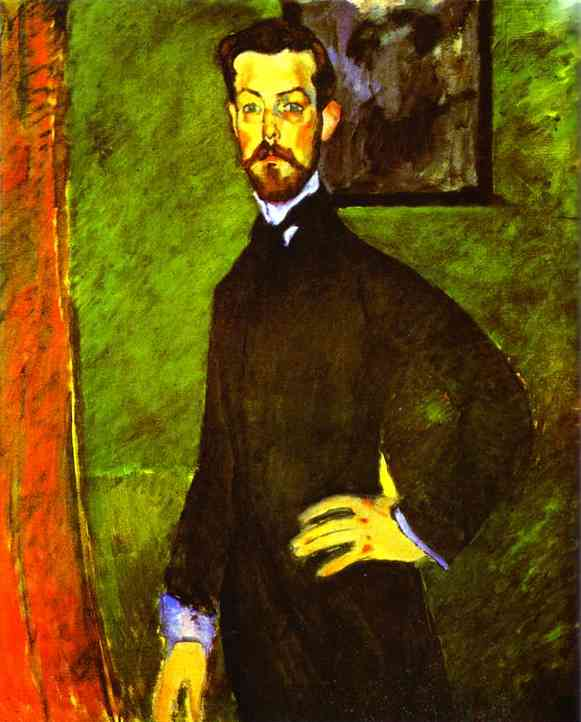
Paul Alexandre párizsi orvos (1909)
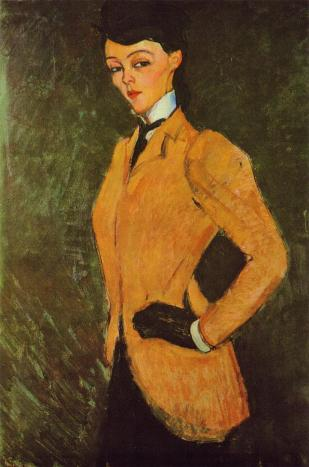
Hölgy sárga lovaglóruhában (Amazon) (1909)
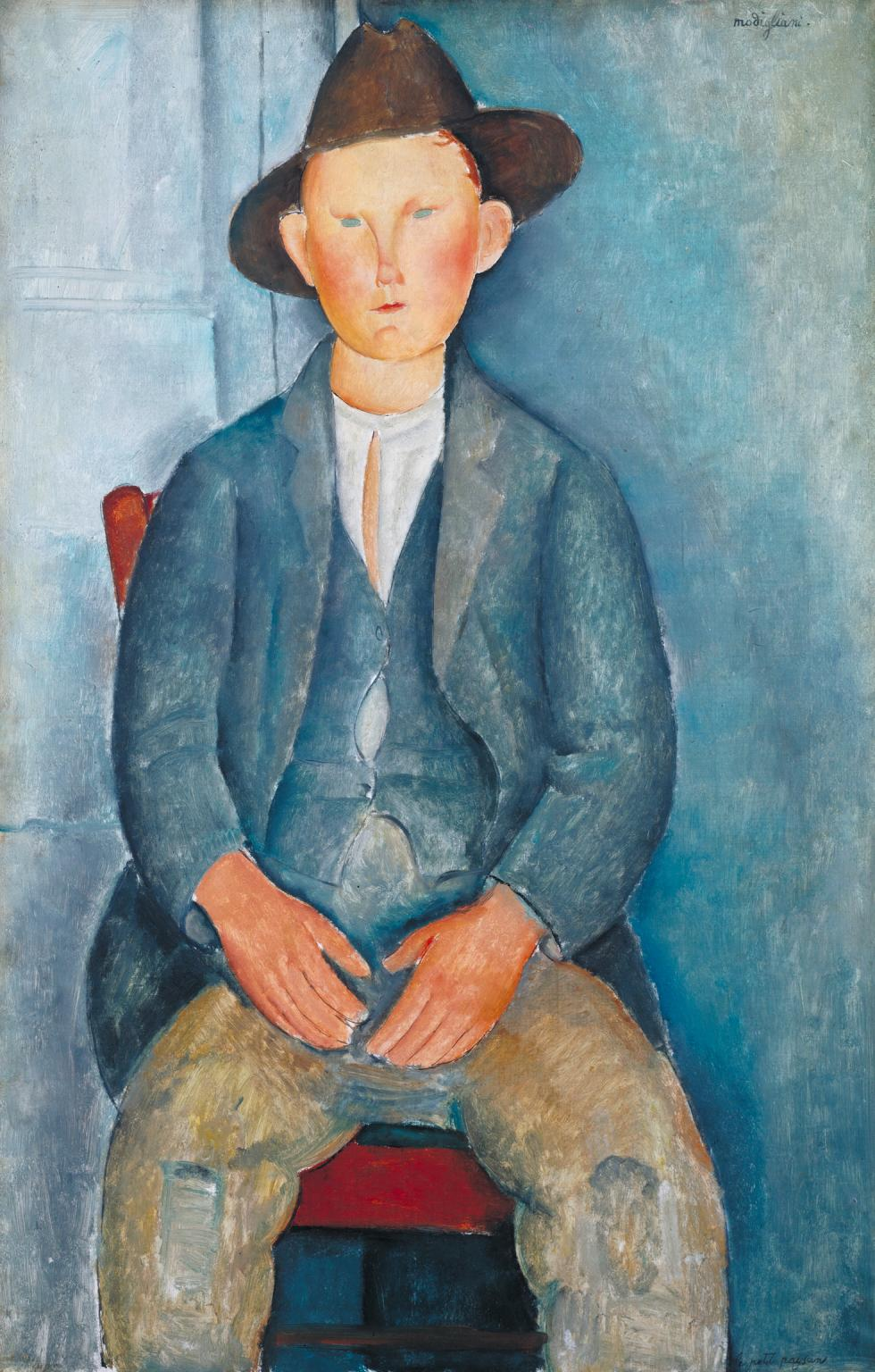
Fiatal parasztgazda (1918)

### Aktok

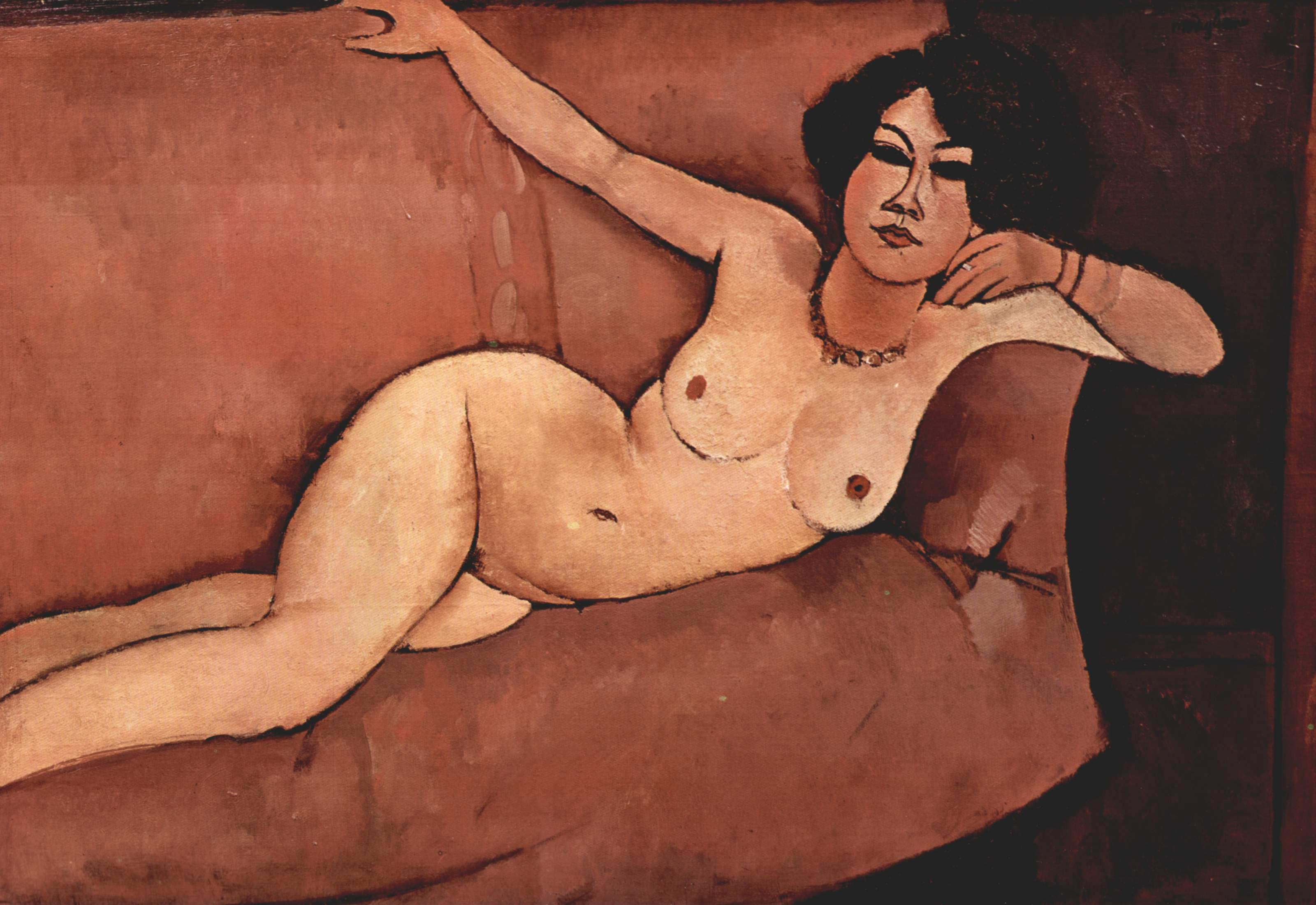
Akt a szófán (Almaiisa) (1916)
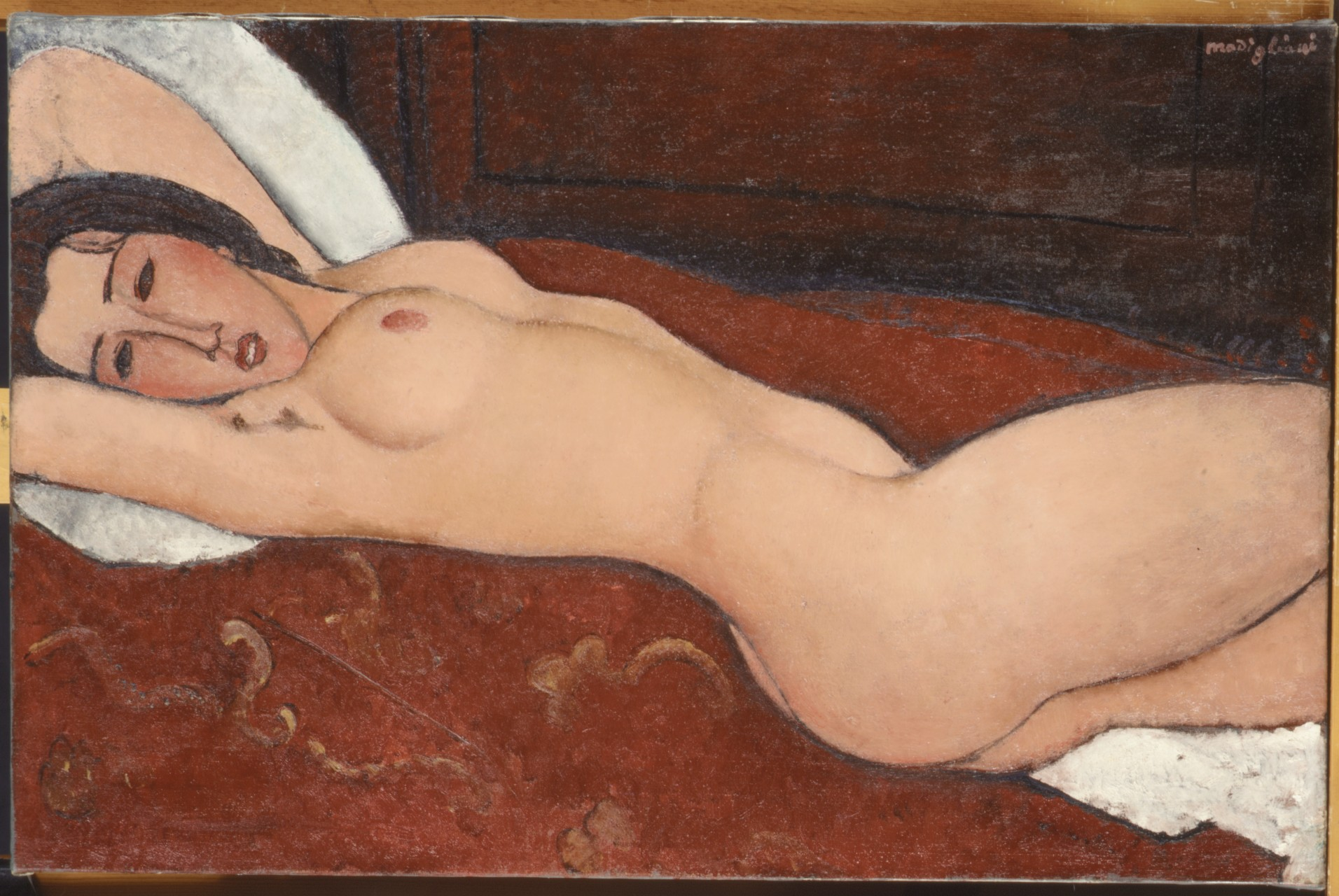
Fekvő akt (1917)
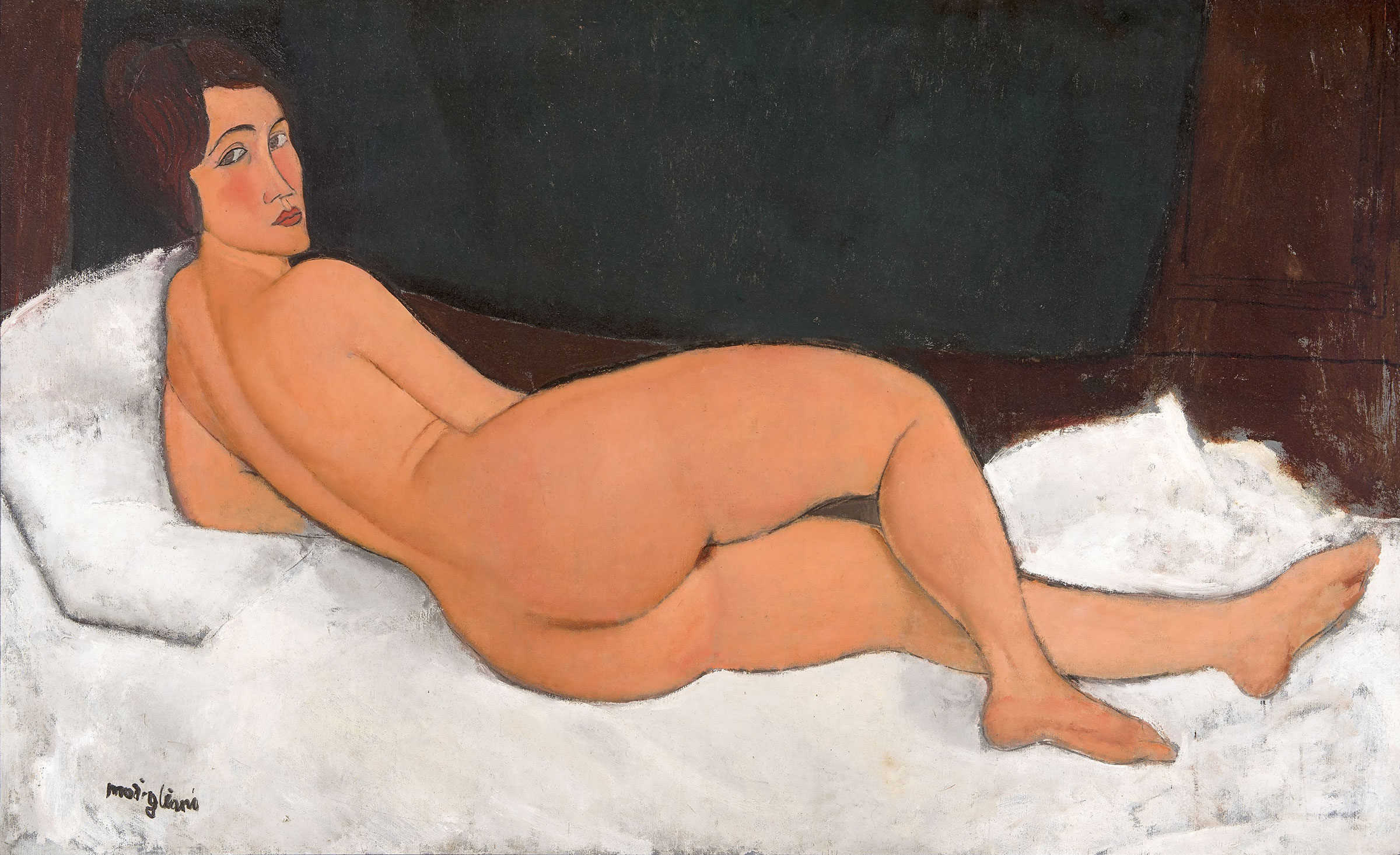
Fekvő akt (1917)
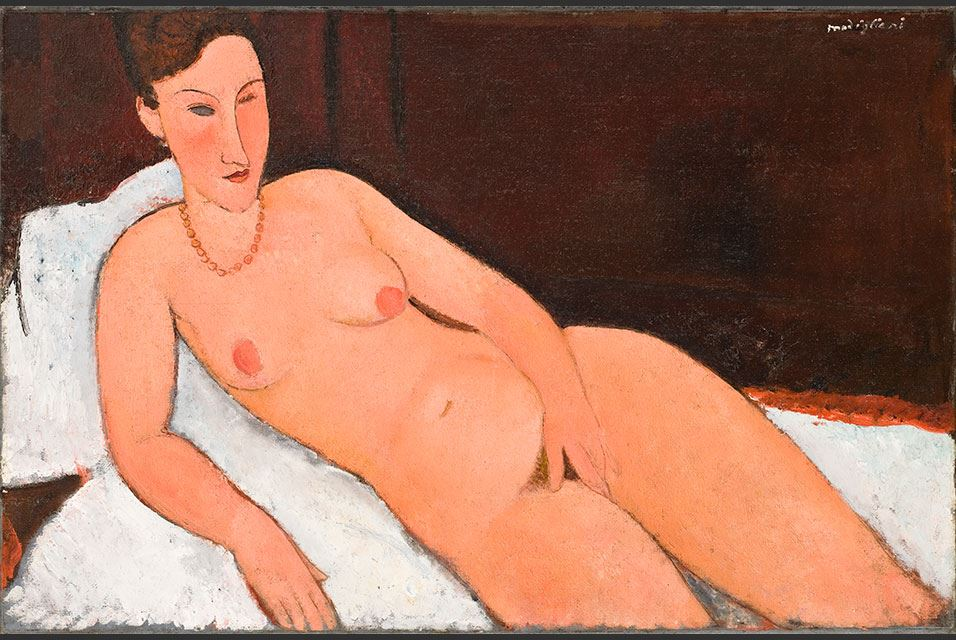
Akt korall nyaklánccal (1917)
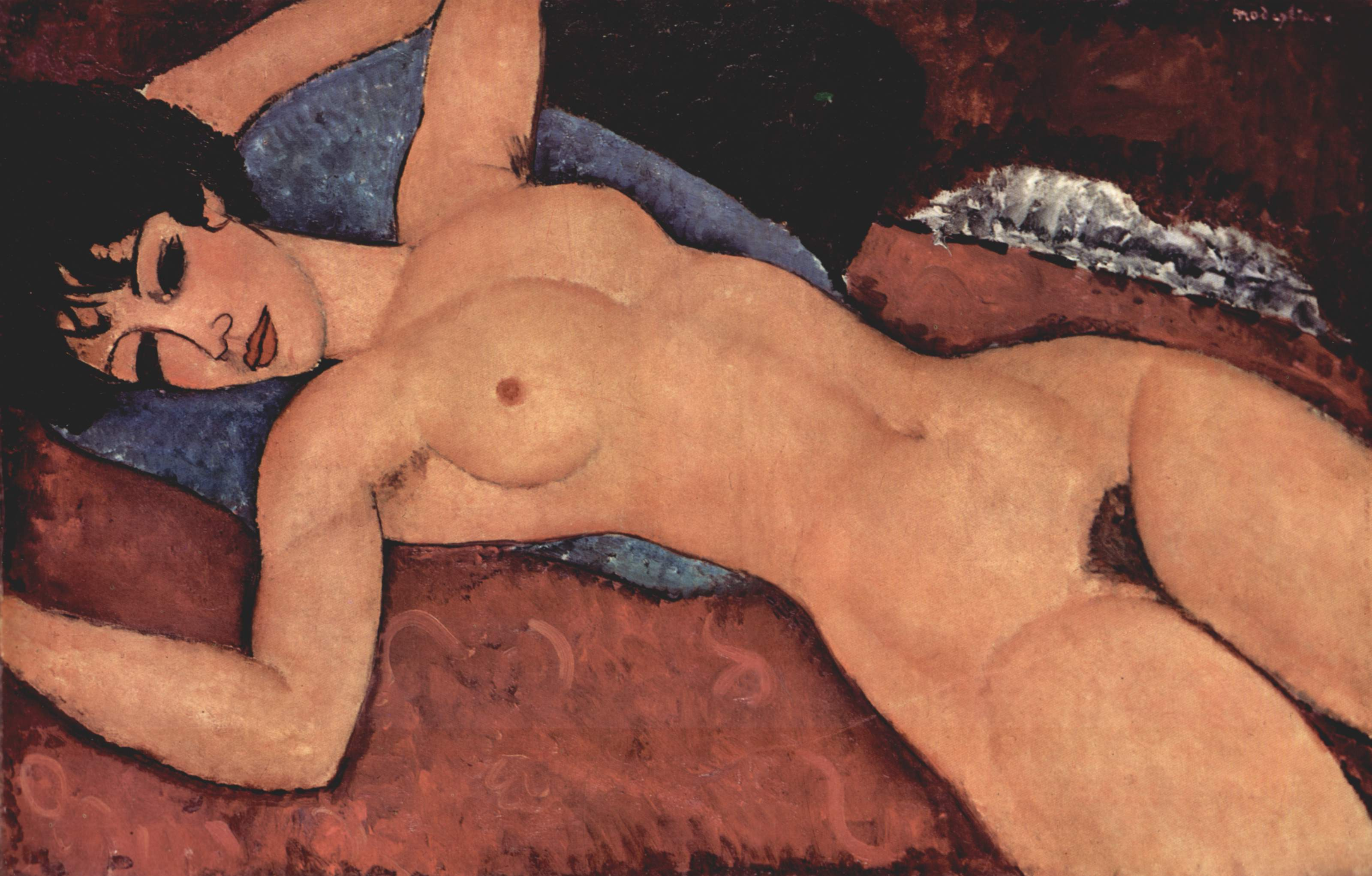
Kék párnán fekvő akt (1918)
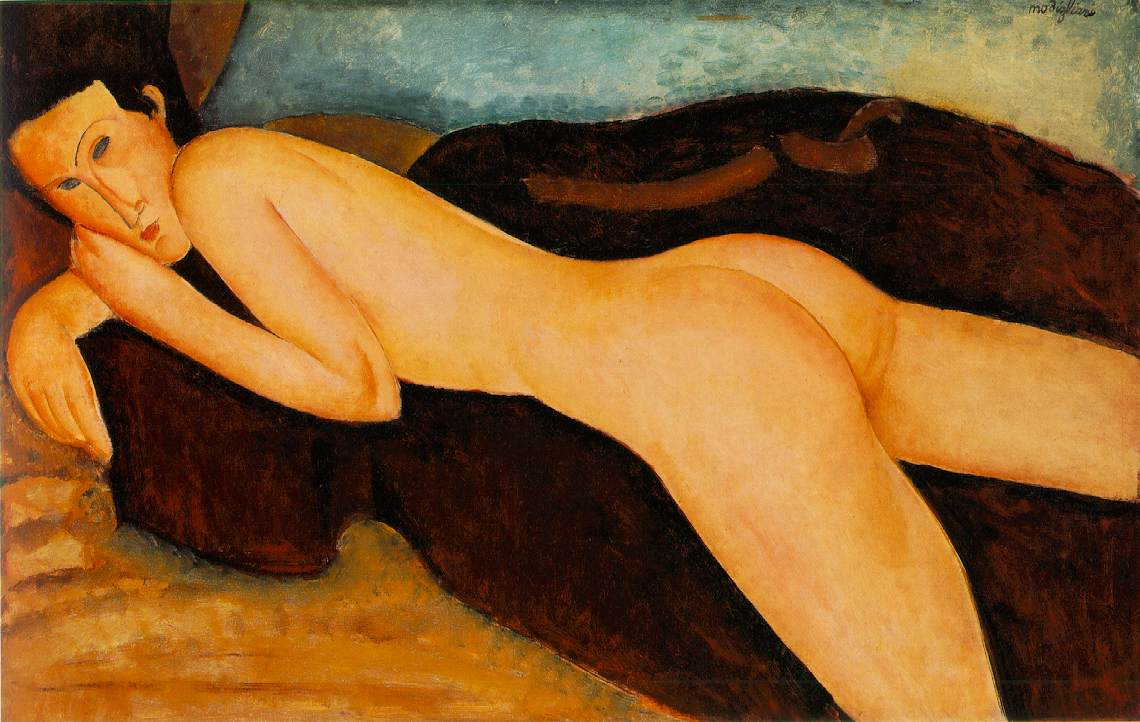
Fekvő akt hátulról